# ECPAT
ECPAT (End Child Prostitution, Child Pornography & Trafficking of Children for Sexual Purposes) ist ein internationales Netzwerk mit Sitz in Bangkok und Ablegern in vielen Ländern, unter anderem in Deutschland, Österreich und in der Schweiz.

## Ecpat International
ECPAT International ist ein globales Netzwerk zivilgesellschaftlicher Organisationen, das sich für die Beendigung der sexuellen Ausbeutung von Kindern einsetzt. Es konzentriert sich darauf, die sexuelle Ausbeutung von Kindern im Internet, den Handel mit Kindern zu sexuellen Zwecken und die sexuelle Ausbeutung von Kindern in der Reise- und Tourismusbranche zu stoppen. Das Netzwerk von ECPAT International besteht aus 118 Mitgliedsorganisationen in 102 Ländern. Das Sekretariat hat seinen Sitz in Bangkok, Thailand, und bietet technische Unterstützung für Mitgliedsgruppen, koordiniert die Forschung und verwaltet internationale Advocacy-Kampagnen.

### Geschichte
Im Jahr 1990 halfen Forscher und Aktivisten, ECPAT (ein Akronym für End Child Prostitution in Asian Tourism) als dreijährige Kampagne zur Beendigung des "Sextourismus" mit einem anfänglichen Fokus auf Asien zu etablieren. Da die Begriffe "Kinderprostitution" und "Sextourismus" in der Branche nicht mehr verwendet werden, trägt die Organisation heute ihre Initialen ECPAT. Anti-Slavery International war einer der ursprünglichen Unterstützer und half bei der Gründung einer Niederlassung in Großbritannien.
1996 organisierte ECPAT International in Zusammenarbeit mit UNICEF und der NGO-Gruppe für die Rechte des Kindes (heute bekannt als Child Rights Connect) einen globalen Weltkongress gegen die sexuelle Ausbeutung von Kindern in Stockholm, Schweden. Der Kongress wurde von der schwedischen Regierung ausgerichtet, die auch eine wichtige Rolle bei der Gewinnung von Unterstützung und Beteiligung anderer Regierungen spielte. Infolgedessen wuchs ECPAT von einer regionalen Kampagne zu einer globalen Nichtregierungsorganisation.
Zwischen 2009 und 2012 half ECPAT in Zusammenarbeit mit The Body Shop, die Kampagne Stop Sex Trafficking of Children and Young People durchzuführen, die Regierungen aufforderte, die Rechte von Kindern und Jugendlichen zu schützen, um sie vor Menschenhandel zu sexuellen Zwecken zu schützen. Mehr als 7 Millionen Petitionsunterschriften wurden weltweit gesammelt und Regierungsbeamten auf der ganzen Welt und dem UN-Menschenrechtsrat in Genf vorgelegt.

### Forschung und Menschenrechtsberichterstattung
ECPAT International produziert eine Vielzahl von Forschungsergebnissen und Ressourcen für seine Netzwerkmitglieder, andere NGOs, UN-Agenturen und Forscher. Dazu gehören regelmäßige Länderberichte, Regionalberichte und Studien zu bestimmten Formen der sexuellen Ausbeutung von Kindern, wie der sexuellen Ausbeutung von Kindern im Reise- und Tourismusbereich und der sexuellen Ausbeutung von Kindern im Internet.
ECPAT hat den Auftrag, die Verpflichtungen von Regierungen auf der ganzen Welt und ihre rechtlichen Verpflichtungen zum Schutz von Kindern vor sexueller Ausbeutung zu überwachen. Das ECPAT erstellt regelmäßige Länderüberwachungsberichte, die den Vereinten Nationen in Genf vorgelegt werden, um die Umsetzung der Stockholmer Aktionsagenda (Stockholm, 1996) zu verfolgen.

### Netzwerk-Mitgliedschaft
Das ECPAT-Netzwerk besteht derzeit aus 104 Mitgliedsorganisationen in 93 Ländern. Dazu gehören unabhängige zivilgesellschaftliche Organisationen, Basis-NGOs und Koalitionen von NGOs, die sich auf eine Reihe von Kinderrechtsverletzungen konzentrieren.

### Der Verhaltenskodex zum Schutz von Kindern vor sexueller Ausbeutung im Reise- und Tourismusbereich
Der Kodex ist eine Reihe von Protokollen, die Tourismusunternehmen unterzeichnen können, um sicherzustellen, dass ihre Unternehmen die sexuelle Ausbeutung von Kindern durch Reisende und Touristen nicht erleichtern oder fördern. Der Kodex wurde 1996 von ECPAT Schweden entwickelt und wird über das internationale ECPAT-Netzwerk beworben. Heute sind mehr als 350 Reiseveranstalter, Hotels, Fluggesellschaften und andere Reiseunternehmen in 42 Ländern Mitglieder geworden, darunter einige der größten Tourismusunternehmen der Welt.

### Kinder online schützen
ECPAT International arbeitet mit Strafverfolgungspartnern wie INTERPOL zusammen, um die sexuelle Ausbeutung von Kindern im Internet zu verhindern. Sie arbeitet mit anderen Kinderrechtsorganisationen zusammen, beispielsweise über das Internet Governance Forum, und ist Mitglied der Virtual Global Taskforce und der European Financial Coalition against Commercial Sexual Exploitation of Children Online. ECPAT ist auch Teil der Child Online Protection-Initiative der International Telecommunication Union.  ECPAT hat Vereinbarungen mit der International Association of Internet Hotlines, der Internet Watch Foundation und Child Helpline International unterzeichnet.
ECPAT setzt sich für die Ratifizierung internationaler und regionaler Rechtsinstrumente wie des Fakultativprotokolls über den Verkauf von Kindern, Kinderprostitution und Kinderpornografie und des Übereinkommens des Europarates zum Schutz von Kindern vor sexueller Ausbeutung und sexuellem Missbrauch (Lanzarote-Übereinkommen) ein.

### Kritik

#### SESTA/BASTA und Verwendung falscher Daten
ECPAT wurde für seine Lobbyarbeit für den Stop Enabling Sex Traffickers Act kritisiert, der als ein Gesetz beschrieben wurde, das "Online-Sexarbeit eindämmen" soll", das wenig dazu beiträgt, die sexuelle Ausbeutung von Kindern zu stoppen. ECPAT hat behauptet, dass mindestens 100.000 Kinder in den USA kommerziell sexuell ausgebeutet werden, basierend auf Berichten, die Daten aus dem Jahr 1990 verwendeten und von Sozialwissenschaftlern als ungenau kritisiert wurden. Die Washington Post behauptete, dass die Zahl "aus dem Nichts gezaubert wurde, basierend auf alten Daten aus einem weitgehend diskreditierten Bericht". ECPAT versuchte, ihre Verwendung der Zahl zu rechtfertigen, indem sie einen NISMART-Bericht zitierte, in dem behauptet wurde, dass es jedes Jahr 1,7 Millionen Vorfälle gibt, bei denen Kinder außer Kontrolle geraten sind, und dass ihre Zahl konservativ war, obwohl der Bericht besagt, dass nur 1.700 der 1,7 Millionen Kinder im Sexhandel tätig waren und dass mehr als drei Viertel der Kinder weniger als eine Woche von zu Hause weg waren. Es bleibt nur ein sehr kleines Fenster für den Sexhandel.  ECPAT stimmte daraufhin zu, "die Verwendung der Zahl einzustellen". ECPAT hat auf die Kritik an SESTA reagiert und legale Sexarbeiterinnen als "sehr kleines Segment der Gesellschaft, das mit offenen Augen und ohne Zwang in die Sexarbeit eintritt", beschrieben.  Seit Inkrafttreten des Gesetzes sind Sexarbeiterinnen jedoch zunehmend von Gewalt, Belästigung und Zuhälterei bedroht. Online-Communities, die Sexarbeiterinnen unterstützen, wie z. B. die Suche nach Unterkunft oder Nahrung, Warnungen vor potenziell gewalttätigen Klienten und Know-Your-Rights-Schulungen anbieten, wurden geschlossen, wodurch Sexarbeiterinnen in Gefahr gebracht wurden. In der Vergangenheit haben die Behörden solche Plattformen genutzt, um Menschenhändler zu verfolgen, und befürchten, dass ihre Schließung die Menschenhändler in den Untergrund getrieben hat.

## ECPAT Deutschland
ECPAT Deutschland e. V. – Arbeitsgemeinschaft zum Schutz der Kinder vor sexueller Ausbeutung – ist ein bundesweiter Zusammenschluss von 29 Institutionen und Gruppen. Die Arbeit des Vereines (mit Sitz in Freiburg im Breisgau) und seiner Mitgliedsorganisationen wird vom Grundsatz geleitet, dass jedes Kind Anspruch auf umfassenden Schutz vor allen Formen der kommerziellen Ausbeutung und des sexuellen Missbrauchs hat. So setzt sich ECPAT Deutschland dafür ein, dass die Kinderrechtskonvention der Vereinten Nationen eingehalten wird, Ursachen von Missachtung aufgezeigt und Verstöße mit allen zur Verfügung stehenden Mitteln verfolgt werden. Die Abkürzung ECPAT steht für End Child Prostitution, Pornography and Trafficking of Children for Sexual Purposes (engl.: Beendet Kinderprostitution, Kinderpornografie und den Kinderhandel zu sexuellen Zwecken). Die Arbeitsgemeinschaft ist Mitglied der European NGO Alliance for Child Safety Online sowie bei ECPAT International, einer internationalen Kinderrechtsorganisation in nahezu 80 Ländern mit Hauptsitz in Bangkok.
ECPAT Deutschland engagiert sich in verschiedenen Arbeitsbereichen (Politik, Justiz, Wirtschaft und Bildung) und führt in Zusammenarbeit mit staatlichen und nichtstaatlichen Organisationen Kampagnen und Projekte zur Sensibilisierung der Öffentlichkeit, zur Entwicklung von Präventivmaßnahmen und zur Schaffung von rechtlichen Grundlagen zum Schutz der Kinder durch.
In einer engen Zusammenarbeit mit der Tourismusbranche wird der "Verhaltenskodex für die Reiseindustrie" umgesetzt, der Kinder vor der sexuellen Ausbeutung im Tourismus (vor allem in Form von Kinderprostitution) schützen soll.
Zudem unterstützt ECPAT Deutschland die vollständige politische Umsetzung des Aktionsplans, der 1996 in Stockholm auf dem 1. Weltkongress gegen kommerzielle sexuelle Ausbeutung von Kindern von 122 Staaten verabschiedet wurde. Dieser Aktionsplan beschreibt umfangreiche Strategien und Maßnahmen zum Schutz der Kinder vor kommerzieller sexueller Ausbeutung auf regionaler und internationaler Ebene. Alle Staaten werden darin aufgefordert, den Zugang zu gesundheitlicher Vorsorge, Bildung, Training und Unterstützung von gefährdeten Kindern und Familien zu verbessern, die Aufklärung über Kinderrechte zu maximieren und vor sexueller Ausbeutung schützende Gesetze zu verabschieden oder zu stärken. Hierzu werden die unterzeichnenden Staaten speziell aufgerufen konkrete nationale Arbeitsprogramme zu erarbeiten. Die Bundesregierung hat im September 2011 einen nationalen Aktionsplan verabschiedet.
Neben der Förderung und Überwachung der Einhaltung der Kinderrechte im Sinne der UN-Konvention engagiert sich ECPAT Deutschland im Bereich der Lobby- und Advocacyarbeit sowie in der Thematik der Entwicklungsmaßnahmen zum Schutz Minderjähriger vor sexueller Ausbeutung und deren Rehabilitation. Diese Ziele werden vor allem durch Sensibilisierung der Fachöffentlichkeit, Förderung von Bildungs- und Öffentlichkeitsarbeit, internationaler Entwicklungszusammenarbeit und Völkerverständigung verfolgt.

## ECPAT Österreich
ECPAT Österreich wurde im November 2003 als eine Fachstelle gegründet, die sich gegen jegliche Form der kommerziellen sexuellen Ausbeutung von Kindern einsetzt. Die Arbeitsgemeinschaft ist eine bundesweite Plattform von zwölf Nichtregierungsorganisationen, die in den Bereichen Kinderrechte bzw. in der Entwicklungszusammenarbeit tätig sind. ECPAT Österreich versteht sich als Fachstelle und Ansprechpartner für die Bekämpfung von sexueller Ausbeutung von Kindern in Österreich. Seit Dezember 2006 ist ECPAT Österreich ein gemeinnütziger Verein. ECPAT Österreich ist Teil des internationalen Netzwerks ECPAT International bestehend aus weltweit 98 Organisationen in 88 Ländern. In Kooperation mit Regierungsstellen und der Privatwirtschaft (z. B. der Tourismusindustrie) arbeitet das ECPAT Netzwerk daran, Kinder vor sexueller Ausbeutung zu bewahren und ihre Rechte zu schützen.
Der Hauptsitz von ECPAT International ist in Bangkok, Thailand.
Aufgaben und Ziele: Durch Lobbying bei staatlichen Stellen oder im Privatsektor fordert ECPAT von den Verantwortungsträger die Erfüllung ihrer Pflichten ein. Auch die Öffentlichkeit soll auf das Problem aufmerksam gemacht werden, um gegen die stille Akzeptanz dieser Verbrechen anzukämpfen.
Arbeitsweise: ECPAT Österreich engagiert sich in verschiedenen Arbeitsbereichen (Politik, Justiz, Wirtschaft und Bildung) und führt in Zusammenarbeit mit staatlichen und nicht-staatlichen Organisationen Kampagnen und Projekte zur Sensibilisierung der Öffentlichkeit, zur Entwicklung von Präventivmaßnahmen und zur Schaffung von rechtlichen Grundlagen zum Schutz der Kinder durch.
2011 wurde ECPAT Österreich mit dem Sonderpreis im Rahmen des Athene Preises, der gemeinsam von ÖRV und traveller ausgerichtet wird, ausgezeichnet. Verliehen wurde die Auszeichnung für Schulungsmaßnahmen im Rahmen des EU-Projektes "Täter nehmt euch in Acht". Begründung: Ein außergewöhnliches Thema, das den CSR-Anspruch erfüllt.

## ECPAT Switzerland
ECPAT Switzerland ist als Fachstelle bei Stiftung Kinderschutz Schweiz angegliedert.